# ایستگاه متروی دروازه شمیران
ایستگاه متروی دروازه شمیران یکی از ایستگاه‌های متروی تهران است که در محلّهٔ دروازه شمیران واقع شده‌است. این ایستگاه در تقاطعِ خط دو و خطِ چهار متروی تهران است.

## مشخصات
این ایستگاه تقاطعی که بخش خط ۲ آن در ۱۰ تیر ۱۳۸۵ و بخش خط ۴ آن در ۳۱ فروردین ۱۳۸۷ افتتاح شده، با مساحت مسقف ۴ هزار و ۵۲۷ مترمربع، در عمق تقریبی ۲۱ متر در خط ۲ و ۲۶ متر در خط ۴ قرار دارد.
ایستگاه دروازه شمیران دارای ۳ ورودی فعال، ۱۱ دستگاه پله‌برقی، ۵ گیت ورودی و ۷ گیت خروجی است و روزانه به‌طور متوسط پذیرای حدود ۱۰ هزار مسافر است.